# Constance Lloyd

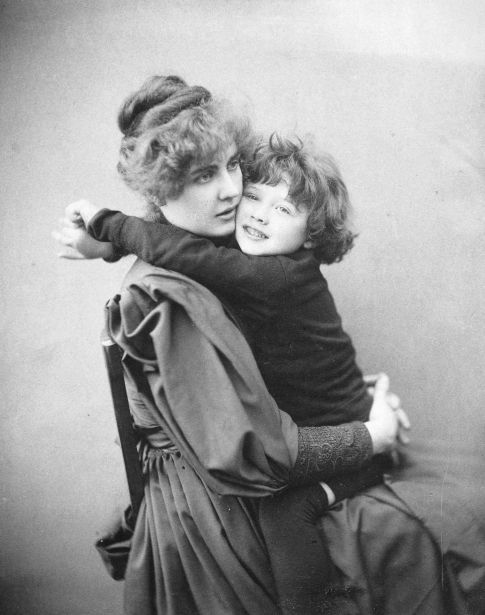
Constance Wilde z synem Cyrilem (1889)

Constance Mary Lloyd (znana też jako Constance Lloyd Wilde i Constance Lloyd Holland; ur. 2 stycznia 1858 w Londynie, zm. 7 kwietnia 1898 w Genui) – brytyjska pisarka i dziennikarka, autorka zbiorów opowiadań dla dzieci, działaczka ruchów i stowarzyszeń kobiecych. Żona Oscara Wilde’a (1884–1898).

## Życiorys, działalność i twórczość
Constance Lloyd urodziła się w Londynie 2 stycznia 1858 roku jako córka znanych prawników. W młodości ekscytowała się Prerafaelitami oraz sztuką i literaturą estetyzmu.
Poznała Oscara Wilde’a. W listopadzie 1883 roku napisała do swego brata Otho, iż zaręczyła się z nim i jest z tego powodu bardzo szczęśliwa. Kilka zachowanych listów Oscara wskazuje, iż uczucie to było odwzajemnione. 29 maja 1884 roku oboje zawarli związek małżeński. W latach 1885 i 1886 para doczekała się dwóch synów, Cyrila i Vyvyana. Małżeństwo z Oscarem Constance rozpoczęła jako już wykształcona kobieta, która czytała włoską i francuską klasykę w ich oryginalnych językach, grała na fortepianie i studiowała dzieła Williama Szekspira i Johna Keatsa. Już na początku małżeństwa wyraziła radykalne pragnienie, aby wykorzystać swoje wykształcenie i talenty do celów praktycznych, również w razie potrzeb finansowych, rozważając ewentualne kariery jako aktorka, reporterka lub powieściopisarka. Choć nigdy nie występowała na scenie, wygłaszała publiczne odczyty, szczególnie wspierając tzw. reformę ubiorów (Dress Reform). Między innymi 6 listopada 1888 roku wystąpiła z kilkoma odczytami na forum Rational Dress Society. W odczycie zatytułowanym „Clothed in Our Right Minds” odrzuciła ideę nieprzyzwoitości w ubieraniu się kobiet, demonstrując własny punkt widzenia w tej sprawie. Pisała artykuły do kilku czasopism, takich jak Today, World, Ladies’ Pictorial i Woman’s World, czasopisma wydawanego przez Oscara. W latach 1888–1889 wydawała gazetę Rational Dress Society. Napisała, podobnie jak jej mąż, zbiory opowiadań i wierszy dla dzieci: There Was Once (1888) i A Long Time Ago (1892), a w 1895 r. zebrała epigramaty z dzieł Oscara w książce zatytułowanej Oscariana.
Przez cały okres małżeństwa Constance kontynuowała swoje wsparcie dla Dress Reform. Jej artykuł z 1888 r. dla Woman’s World, „Children’s Dress in this Century” sugerował, iż młode dziewczyny, jak również kobiety dorosłe powinny nosić spódnicospodnie, w tym przypadku spodnie tureckie. To zainteresowanie dobrobytem kobiet i ich wyzwoleniem ze sztucznych ograniczeń przejawiało się również w jej członkostwie w Chelsea Woman’s Liberal Association, które lobbowało na rzecz kobiet, a tym samym na rzecz reform politycznych. Jej związki z w innymi stowarzyszeniami, takimi jak: Pioneer Club, Prerafaelici, May Morris’s Embroidery Guild i z teozoficznym Hermetycznym Zakonem Złotego Brzasku, odzwierciedlały jej ogólne poparcie dla kwestii kobiet, a także jej eklektyczne zainteresowania i szerokie horyzonty myślowe.
Latem 1891 jej mąż spotkał lorda Alfreda Douglasa, zwanego Bosie i zakochał się w nim. Przez cztery kolejne lata obaj żyli razem. 4 kwietnia Oscar Wilde został aresztowany przez policję, a następnie na podstawie Criminal Law Amendment Act 1885 oskarżony o „rażący czyn lubieżny”.
Po oskarżeniu i uwięzieniu męża za czyny homoseksualne Constance w maju 1895 uciekła razem z dziećmi na kontynent. Aby uniknąć skutków tego skandalu, zmieniła nazwisko na Holland, nazwisko rodowe, które wcześniej przyjął jej brat Otho dla uniknięcia wierzycieli w wyniku kłopotów finansowych. Po okresie wędrówek zamieszkała we włoskiej wiosce Bogliasco, niedaleko Genui. Przez całe okres wygnania cierpiała, obok ciężaru bycia samotną matką w obcym środowisku, również z powodu złego stanu zdrowia.

### Dolegliwości zdrowotne
Pierwsza wiadomość o jej dolegliwościach zdrowotnych pochodziła z około 1889 roku, kiedy zaczęła kuleć na prawą nogę i musiała przy chodzeniu podpierać się kijem. W marcu tego samego roku odpoczywała przez 10 dni w Brighton, po czym od czerwca do sierpnia miała nawrót dolegliwości. Później czuła się dość dobrze aż do końca 1891, kiedy znów pojawiły się ciężkie bóle, szczególnie w ramionach, które nazwała „reumatyzmem”, a następnie (1893) „nerwobólami”. Kolejne lata charakteryzowały się okresowymi nawrotami dolegliwości. W grudniu 1895 r. została hospitalizowana w prywatnej klinice w Genui pod opieką włoskiego ginekologa, Luigiego Marii Bossiego. Jej stan zdrowia uległ dalszemu pogorszeniu. Zmarła w Genui 7 kwietnia 1898 r. Prawdopodobną przyczyną jej śmierci była niedrożność jelit. Zdaniem Ashley H. Holland z czasopisma The Lancet Constance Lloyd cierpiała na stwardnienie rozsiane.
Pochowana została na genueńskim cmentarzu Staglieno. W lutym 1899 roku do Genui przyjechał Oscar Wilde, by odwiedzić grób Constance. W liście do przyjaciela Roberta Rossa napisał, iż był głęboko poruszony, gdy ujrzał napis na jej grobie „Constance Mary, daughter of Horace Lloyd, Q. C.” wraz z wersem z Apokalipsy, ale bez swego własnego nazwiska. Złożył jednak kwiaty na jej grobie.